# Коконопряд сливовый
Коконопряд сливовый (лат. Odonestis pruni) — вид ночных бабочек из семейства коконопрядов.

## Ареал
Транспалеарктический вид. Распространён в Средней и Южной Европе, Крыму, на севере Малой Азии, на Дальнем Востоке, в Северо-Восточном Китае и Японии.

## Описание

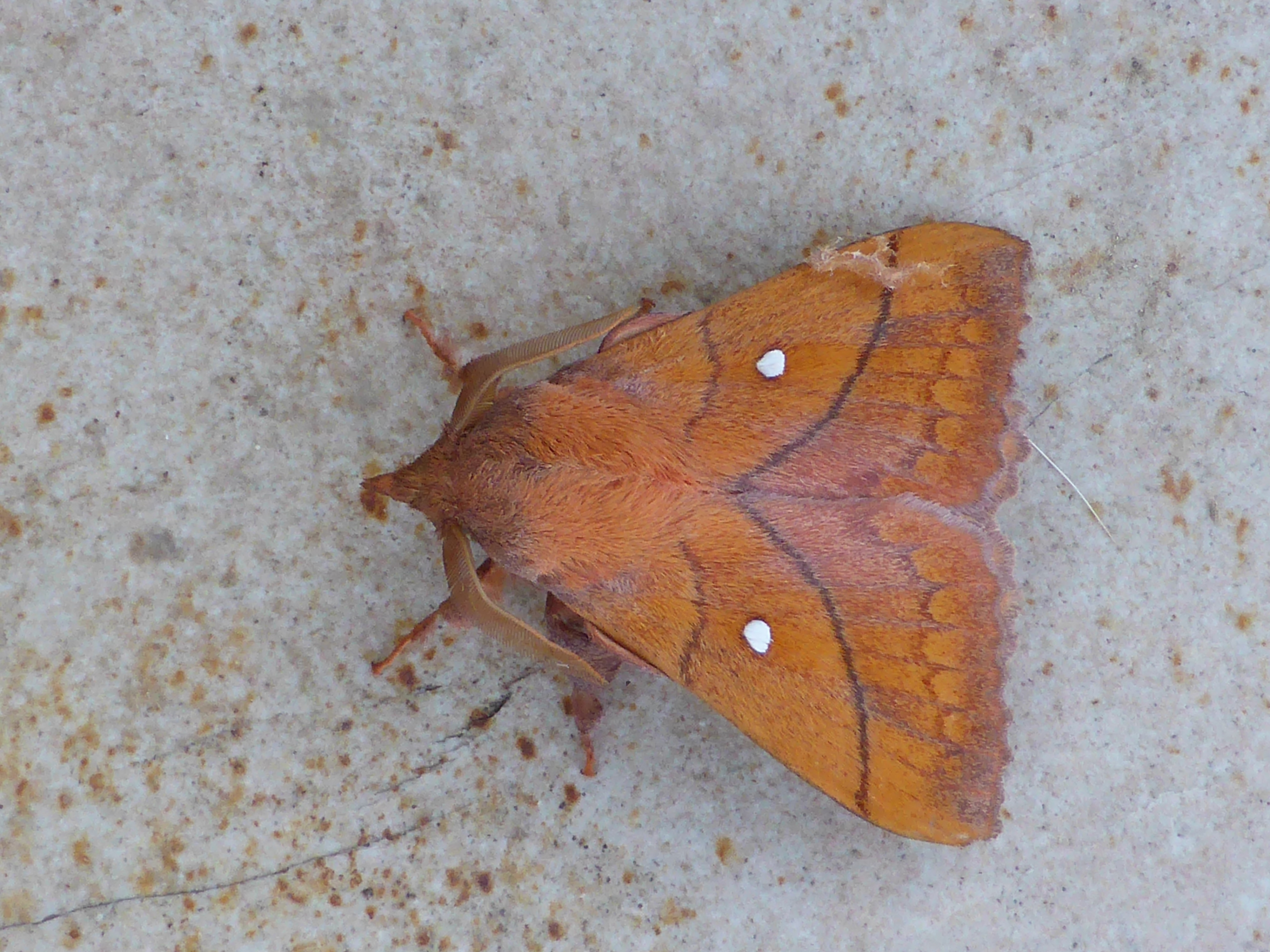
Самец со сложенными крыльями в позе покоя

Длина переднего крыла: 20—27 мм. Размах крыльев у самцов 49—52 мм, у самок — до 60 мм. Самка значительно крупнее самца. Крылья зубчатые, их окраска жёлто-оранжевая. Задние крылья немного светлее передних. Передние крылья с тремя тёмными поперечными линиями и белым пятном.

## Биология
Время лёта в июне — июле. Гусеница синевато-серого цвета, с желтоватыми продольными линиями, иногда с жёлто-серыми пятнами. Голова серовато-бурая. Гусеницы многоядны, в садах умеренно повреждают листья сливы, алычи, абрикоса, груши, боярышника, яблони, а также лиственных пород — дуба, липы, клёна, вяза, бука, ольхи. Зимует гусеница.